# FUT Monthly Radio Program FUT LAB.
『FUT Monthly Radio Program FUT LAB.』（エフユーティー マンスリー レディオ プログラム エフユーティー ラボ）は、2008年4月25日から福井エフエム放送（FM福井）で放送されているラジオ番組。福井工業大学（FUT）の一社提供。

## 番組概要
2008年4月に放送を開始。1か月に1回、毎月第4週の金曜日に放送される番組である。毎月決められたテーマに沿ってトークを進行する形が採られている。
ゲストとして毎月、福井工業大学の学生や教職員（教授など）が3人から5人（放送回によって異なる）出演するが、開始当初はゲストは1人であった。
番組では、アーティストからのメッセージが放送されるほかに、番組で放送される楽曲をゲストの学生などが曲名紹介するのが特徴となっている。

## 番組の広域ネット化
番組の放送開始時からはFM福井での単独放送となっていたが、2014年4月25日にエフエム石川（FM石川）、富山エフエム放送（FMとやま）へのネットを開始。事実上、北陸地方（北陸3県）でのブロックネット番組となり、さらに2016年4月27日からは、滋賀県のエフエム滋賀（e-radio）へのネットも始まった。これに合わせ、番組のウェブサイトも開設された。なお、2016年4月の放送は、4月22日がアースデイでそれに伴う特別番組（EARTH×HEART LIVE）の放送のため、特例として木曜日の放送となった。

## 出演者
日付はFM福井での放送日を表す。
- 黒川元司（番組開始時 - 2017年9月22日[4]）
- 藤田佳代（2017年10月27日 - 2019年7月26日）
- 別司愛実（元NHK福井放送局キャスター[5]、2019年8月23日 - ）
  - 番組内で放送される福井工業大学附属福井中学校・高等学校のCMでは黒川・藤田の2人がナレーションを担当している。

## ネット局
それぞれ放送時間の早い順から記載。
| 放送対象地域 | 放送局名                     | 放送時間                  | 放送開始        | 備考                                                            |
| ------------ | ---------------------------- | ------------------------- | --------------- | --------------------------------------------------------------- |
| 福井県       | 福井エフエム放送（FM福井）   | 毎月第4金曜 20:00 - 20:55 | 2008年4月25日 - | 制作局                                                          |
| 富山県       | 富山エフエム放送（FMとやま） | 毎月第4金曜 20:00 - 20:55 | 2014年4月25日 - | 同時ネット                                                      |
| 石川県       | エフエム石川（FM石川）       | 毎月第4金曜 19:00 - 19:55 | 2014年4月25日 - | 1時間先行 番組宣伝のスポットCMは2019年4月以降放送されていない。 |
| 滋賀県       | エフエム滋賀（e-radio）      | 毎月第4水曜 20:00 - 20:55 | 2016年4月27日 - | 月によっては遅れネットになる場合がある。                        |

## 通常のレギュラー番組
2021年4月時点。※印は自社制作番組。
FM福井
- 声優NOTE（20:00 - 20:30）
- 和楽器バンド 鈴華ゆう子の 日本が好きになっちゃうラジオ（20:30 - 20:55）

FM石川
- LEGENDS（19:00 - 19:55）

FMとやま
- LEGENDS（第1・第5金曜、20:00 - 20:55）
- MEIBUNDO PLANNER presents あにめdawn!!!!（第2金曜、20:00 - 20:55）※
- ラララ♪ばららくご（第3金曜、20:00 - 20:55）※

e-radio
- UNISON SQUARE GARDENの機材車ラジオ（20:00 - 20:30）
- いきものがかり吉岡聖恵のうたいろRadio（20:30 - 20:55）